# Minim (Tibati)
Pour les articles homonymes, voir Minim (homonymie).
Minim est un village du Cameroun situé dans le département du Djérem et la région de l'Adamaoua. Il fait partie de la commune de Tibati.

## Population
En 1967, Minim comptait 838 habitants, principalement Foulbe. Lors du recensement de 2005, le village était habité par 4 163 personnes, 2 005 de sexe masculin et 2 158 de sexe féminin.